# Jessie Nelson
Jessie Nelson es una directora, productora y guionista estadounidense.

## Carrera
Nelson inició su carrera actuando en el grupo Mabou Mines en el Teatro Público de Nueva York. Como directora debutó con el premiado cortometraje To The Moon, Alice (1990), la cual también escribió. La cinta fue protagonizada por Chris Cooper.
Su primer largometraje fue Corrina, Corrina (1994) el cual se encargó de dirigir, escribir y producir. Fue protagonizada por Whoopi Goldberg y Ray Liotta. Escribió, dirigió y produjo I Am Sam (2001), protagonizada por Sean Penn y una pequeña Dakota Fanning.
Recibió su primer Premio Stanley Kramer por I Am Sam en 2002.

Su película más reciente es Love the Coopers (2015), protagonizada por Diane Keaton, John Goodman y Alan Arkin.

## Plano personal
Está casada con el director Bryan Gordon. Tienen una hija, Molly, que se desempeña como actriz.

## Filmografía
| Año  | Título                       | Notas                             |
| ---- | ---------------------------- | --------------------------------- |
| 1991 | To the Moon, Alice           | Escritora y directora             |
| 1993 | So I Married an Axe Murderer | Actriz                            |
| 1994 | Corrina, Corrina             | Escritora, directora y productora |
| 1998 | Stepmom                      | Escritora                         |
| 1999 | The Story of Us              | Escritora y productora            |
| 2001 | I Am Sam                     | Escritora, directora y productora |
| 2007 | Because I Said So            | Escritora y productora            |
| 2007 | Fred Claus                   | Escritora y productora            |
| 2012 | Hope Springs                 | Productora                        |
| 2015 | Danny Collins                | Productora                        |
| 2015 | Love the Coopers             | Escritora, directora y productora |
| 2023 | Waitress                     | Escritora, directora y productora |